# Puto pricei
Puto pricei är en insektsart som beskrevs av Mckenzie 1960. Puto pricei ingår i släktet Puto och familjen ullsköldlöss. Inga underarter finns listade i Catalogue of Life.